# Tuciîn, Hoșcea
Tuciîn (în ucraineană Тучин) este localitatea de reședință a comunei Tuciîn din raionul Hoșcea, regiunea Rivne, Ucraina.

## Demografie
Componența lingvistică a localității Tuciîn
     Ucraineană (97,91%)
     Rusă (1,93%)
     Alte limbi (0,08%)
Conform recensământului din 2001, majoritatea populației localității Tuciîn era vorbitoare de ucraineană (97,91%), existând în minoritate și vorbitori de rusă (1,93%).